# بيز كوربيت
بيز كوربيت (بالإنجليزية: Piz Corbet)‏ هو أحد جبال سلسلة جبال الألب ليبونتيني ويقع في كانتون غراوبوندن في سويسرا. يحتل المرتبة رقم 203 في قائمة جبال سويسرا من حيث الارتفاع، إذ يبلغ ارتفاعه حوالي 3025 متر، بينما يبلغ ارتفاع نتوء الجبل 672 متر، هذا وقد سجل أول وصول لقمة الجبل عام 1892.